# Calcio Montebelluna
La Monte Prodeco S.S.D. a r.l., meglio nota come Calcio Montebelluna (Prodeco Calcio Montebelluna per ragioni di sponsorizzazione) o semplicemente Montebelluna, è una società calcistica italiana con sede nella città di Montebelluna, nella provincia di Treviso.
Fondata nel 1919 come Unione Sportiva Montebellunese e poi ridenominata col semplice nome della città, vanta quale maggior successo quattro partecipazioni ai campionati di terza divisione; gran parte della storia sociale si è comunque dipanata nelle divisioni dilettantistiche, dalla Serie D a calare.
Per la stagione 2023-2024, il Montebelluna adotta una ragione sociale temporanea e risulta aver sede a Riese Pio X; questo perché nell'estate 2023, dopo aver chiuso il campionato precedente con la retrocessione in Eccellenza, è riuscito a mantenere la militanza in Serie D previa incorporazione del cessato Cartigliano. L'estate successiva non si iscrive al campionato di Serie D.

## Storia
Nella stagione 1927-28 prende parte al campionato di Seconda Divisione Nord, ma chiude il girone F all'ultimo posto a zero punti e non si iscrive per la stagione successiva a nessun campionato FIGC.

### Gli anni in Serie C e la crisi
Per tutto l'anteguerra, ad eccezione della già citata stagione 1927-28, milita nelle serie minori a livello regionale. Nell'immediato dopoguerra, stante l'elefantiaco ingrandimento della Serie C (che nella stagione 1947-48 raggiungerà la cifra record di 18 gironi), il Montebelluna viene ammessa nella Serie C gestita dalla Lega Interregionale Nord. Nei primi due anni i risultati sono degni di nota: nel 1945-46 la squadra si piazza al secondo posto nel girone eliminatorio sfiorando l'accesso ai gironi finali per la promozione in Serie B; nella stagione successiva si qualifica addirittura ai gironi finali, mancando di due punti una storica promozione in cadetteria (al primo posto si piazza infatti il Bolzano, con due punti di vantaggio sul Montebelluna). Nel 1947, tuttavia, la FIGC decide di ridurre, a partire dalla stagione 1948-49, la Serie C a soli 3 gironi (poi allargati a 4 al termine del campionato) contro i 18 gironi che si sarebbero disputati nella stagione 1947-48: ciò significava che solo le prime classificate di ogni girone della Lega Nord si sarebbero salvate, mentre tutte le altre squadre sarebbero retrocesse nelle categorie inferiori (fino all'11ª posizione nel campionato interregionale di Promozione, dalla 12ª in giù in Prima Divisione Regionale).
Il Montebelluna disputò un campionato da vertice ma non riuscì a vincere il proprio girone, ottenendo solo un secondo posto e sembrando dunque destinata a retrocedere beffardamente in Promozione: allorché la FIGC, a causa delle conseguenze del Caso Napoli, decise di allargare la Serie C 1948-49 da 3 a 4 gironi, determinando dunque la riammissione nella Terza Serie di numerose squadre inizialmente escluse, tra cui proprio le seconde classificate nei gironi eliminatori e quindi il Montebelluna. La riammissione in extremis in Serie C fu però il canto del cigno per il Montebelluna: la squadra chiuse 18ª il campionato successivo retrocedendo inesorabilmente in Promozione interregionale, e nella stagione successiva arrivò un'ulteriore retrocessione, questa volta in Prima Divisione Regionale. Da allora e fino alla stagione 1969-70 disputò solo campionati regionali.

### Ritorno in Serie D e la Coppa Italia Dilettanti
L'inizio della rinascita del Montebelluna avvenne nella stagione 1968-69, allorché la squadra vinse il girone C della Prima Categoria Veneto, accedendo alle finali, che vinse dopo gli spareggi contro Malo ed Arianese, venendo promossa quindi in Serie D. Il debutto tra i semiprofessionisti (infatti la Serie D all'epoca era semiprofessionistica e solo dal 1981 è gestito dalla Lega Nazionale Dilettanti) fu alquanto amaro per la squadra veneta: chiudendo 16ª nel girone C della Serie D, retrocede in Promozione Veneta venendo beffata dalla peggiore differenza reti nei confronti di San Donà, Arco e Rovigo. Il ritorno nei campionati regionali dilettantistici durò solo una stagione: vincendo il girone B della Promozione Veneto, venne promossa in Serie D. Perse la finale per il titolo Veneto del 16 giugno a Mestre contro il Legnago 2-0 per rinuncia.

Il Montebelluna della stagione 1971-1972; sulle maglie dei calciatori, la coccarda tricolore a simboleggiare la vittoria della stagione precedente nella Coppa Italia Dilettanti.

La stagione 1970-1971 è da ricordare non solo per il ritorno tra i Semiprofessionisti, ma soprattutto per la vittoria della Coppa Italia Dilettanti; questo risultato gli permette di partecipare alla Coppa Ottorino Barassi del 1971 e di arrivare in finale contro lo Skelmersdale United. Sfortunatamente la squadra non riesce ad aggiudicarsela dopo aver perso la gara d'andata per 2-0 in terra inglese e vinto in terra amica per 1-0. Nella stagione 1971-1972 i veneti ottengono una salvezza sofferta chiudendo 15ª nel girone C della Serie D e salvandosi solo per la miglior differenza reti, assieme ad Alense e Malo, nei confronti di Lignano e Valdagno. La stagione successiva è la prima in cui la squadra non deve soffrire per salvarsi, ottenendo un buon sesto posto nel girone C della Serie D. Nella stagione 1973-1974, tuttavia, il Montebelluna finisce di nuovo invischiata nella lotta per non retrocedere tra i Dilettanti, salvandosi solo grazie alla vittoria nello Spareggio salvezza con il Monfalcone.
Nelle stagioni successive, tuttavia, il Montebelluna viene rinforzato e non è costretta più a lottare fino all'ultima giornata per una sofferta salvezza. Nella stagione 1974-1975 si classifica 5ª nel girone C della Serie D, riuscendo anche nell'impresa di vincere il Torneo Dante Berretti. Nelle stagioni successive ottiene rispettivamente un 7ª e un 4ª posto nel girone C della Serie D. Nel 1977 la FIGC stabilì di scindere la Serie C in C1 e C2, e stabilì che le migliori quattro di ogni girone della Serie D sarebbero state promosse in Serie C2. Il Montebelluna chiuse il campionato 6ª nel Girone C di Serie D, mancando l'ammissione alla C2 per soli tre punti. Nella squadra militava un giovanissimo Aldo Serena. Nella stagione successiva la squadra conduce un altro campionato di vertice, ma non riesce a ottenere la promozione in C2 piazzandosi 3ª nel girone B della Serie D. Nella stagione 1979-1980 la squadra arriva 1ª nel girone B della Serie D a pari merito con altre due squadre e sono necessari degli spareggi: al minitorneo per stabilire chi tra le tre prime classificate sarebbe stata promossa in C2 perde contro Mira (0-1) e Casatese (0-0) arrivando 3ª e mancando ancora una volta la promozione in C. La promozione in C2 viene però solo rimandata di un anno: arrivando 1ª (questa volta da sola) nel girone B della Serie D, viene promossa in Serie C2.

### Gli anni della Serie C2
Nella stagione 1980-1981 il Montebelluna debutta nel campionato semiprofessionistico di Serie C2 (poi rinominato Lega Pro Seconda Divisione) dove tra alti e bassi vi rimane fino alla stagione 1986-87 quando, pur salvandosi sul campo, nell'estate rinuncia all'iscrizione al successivo campionato per favorire il ripescaggio dell'Alessandria, a cui aveva ceduto i diritti.

### Declino e rinascita
La squadra, rinunciata alla C2, viene quindi iscritta nel Campionato Interregionale gestito dalla Lega Nazionale Dilettanti. Nella prima stagione tra i Dilettanti disputò un campionato da vertice lottando per la promozione tra i professionisti ma chiudendo solo 3ª nel girone C. I due campionati successivi furono caratterizzati da due sesti posti consecutivi nel girone D del Campionato Interregionale. La squadra viene tuttavia ridimensionata e nel campionato 1990-91 si classifica solo 15ª nel girone E, retrocedendo in Eccellenza Veneta. Dopo aver mancato il ritorno in D nella prima stagione, perde per 1-0 lo spareggio promozione con la Miranese, nella stagione successiva, vincendo il girone B dell'Eccellenza Veneto, ritorna nel Campionato Nazionale Dilettanti. La permanenza nel C.N.D. durò solo due stagioni: nella stagione 1994-95, classificandosi 15ª nel girone D del Campionato Nazionale Dilettanti, retrocede in Eccellenza Veneto perdendo lo spareggio col Donada (0-0, 2-4 dr.). Da lì un declino sempre più marcato: ritornata in Eccellenza, la squadra non riesce mai a lottare per il ritorno in D subendo anzi una serie incredibile di retrocessioni nel giro di pochi anni.
Nella stagione 1996-97, classificandosi 16ª nel girone B dell'Eccellenza Veneto, retrocede in Promozione Veneta. Due stagioni dopo arriva un'ulteriore retrocessione, addirittura in Prima Categoria Veneta. Nella stagione successiva la squadra veneta raggiunse il fondo, classificandosi 15º nel girone H della Prima Categoria Veneto e retrocedendo in Seconda Categoria. A salvarla dall'onta della retrocessione addirittura in Seconda Categoria (penultimo livello del calcio italiano) avvenne però la fusione con l'U.S. Monte (seconda squadra dell'hinterland montebellunese nata dalla fusione del Montello e dell'Associazione Calcio Caerano, storiche rivali del Calcio Montebelluna), sedicesimo in Eccellenza Veneto, che diventa così Montebelluna Calcio. Grazie alla fusione e all'ottenimento del titolo sportivo dell'US Monte, il Montebelluna non disputa la stagione 2001-02 in Seconda Categoria Veneta bensì in Promozione Veneta: la società ritorna finalmente competitiva e, classificandosi 1º nel girone B della Promozione Veneto, ritorna in Eccellenza. Dopo una stagione di transizione (8ª nel girone B dell'Eccellenza Veneto), nella stagione 2003-04, vincendo il girone B dell'Eccellenza Veneto, ritorna finalmente in Serie D.
Finalmente ritornata competitiva, la società veneta al ritorno in D si classifica 5ª nel girone C della Serie D, venendo ammessa ai play-off dove passa il 1º turno (Itala San Marco: 1-0, 1-0), ma si ferma al 2º turno (Unione Sportiva Città di Jesolo: 2-5, 0-1). Nella stagione successiva la squadra subisce però un forte ridimensionamento, classificandosi 19ª nel girone D della Serie D e venendo retrocessa perdendo gli spareggi con il Rivignano (1-1, 0-1); la retrocessione in Eccellenza Veneta viene però evitata grazie a un provvidenziale ripescaggio in estate. Nelle due stagioni successive ottiene due decimi posti consecutivi nel Girone C di Serie D, riuscendo nell'impresa di raggiungere, nella stagione 2007-2008, le semifinali di Coppa Italia Serie D, che perde contro il Como (1-4, 2-1). Proprio grazie al terzo posto ottenuto nell'ultima Coppa Italia di categoria, il Montebelluna viene ammesso a disputare la Coppa Italia Lega Pro 2008-09 insieme alle squadre di Prima Divisione (ex Serie C1) e Seconda Divisione (ex Serie C2) per meriti sportivi: concluse il girone E al terzo posto, dietro all'Itala San Marco e al Venezia, ma davanti a Rovigo (che gioca in Seconda Divisione) e Sacilese (che pur giocando in Serie D ha ambizioni di promozione tra i professionisti).
In Coppa Italia Serie D viene eliminata invece subito al 2º turno dal girone I arrivando 3ª (e ultima) dietro ad Eurotezze e Calcio Belluno. In campionato tre vittorie consecutive (di cui 2 in trasferta) illudono il "Belluna" di poter vincere il campionato e ritornare nel calcio professionistico, ma un forte calo di rendimento porta la squadra addirittura a lottare per la salvezza e a poco servirà il cambio della guida tecnica con l'ingaggio di Angelo Colombo, ex centrocampista del Milan ed ex responsabile del settore giovanile rossonero, al posto di Gianfranco Borgato: la squadra manca di un soffio la retrocessione, salvandosi solo ai Playout sconfiggendo il Somma (1-0, 1-1). Dopo due campionati di transizione, nella stagione 2011-2012 il Montebelluna si classifica 4ª nel girone C della Serie D, ottenendo l'ammissione ai play-off dove non passa il 1º turno (perde contro il Legnago Salus: 1-2)
Nel 2022-2023 il Montebelluna termina al 17º posto, ma evita la retrocessione grazie all'acquisizione del titolo sportivo del S.S.D. Cartigliano Calcio (che cessa l'attività), previo trasferimento transitorio della sede sociale a Riese Pio X, potendo così rimanere in Serie D col nome temporaneo di Monte Prodeco SSD.
Solo l'estate dopo, causa la morte del titolare della ditta proprietaria, Pharma Prodeco, il club decide di non proseguire l'attività e non si iscrive alla Serie D.

## Storia delle giovanili
Il Montebelluna ha un settore giovanile florido e vincente: le selezioni biancazzurre vantano numerose affermazioni nei campionati regionali e una decina finanche a livello nazionale dopo il 1975.

## Palmarès

### Competizioni nazionali
- Coppa Italia Dilettanti: 1

1970-1971

### Competizioni regionali
- Eccellenza: 2

1992-1993 (girone B), 2003-2004 (girone B)
- Promozione: 2

1970-1971 (girone B), 2001-2002 (girone B)
- Prima Categoria: 2

1961-1962 (girone C), 1968-1969 (girone C, Veneto)
- Prima Divisione: 2

1951-1952 (girone B), 1956-1957
- Coppa Italia Dilettanti Veneto: 1

2002-2003

### Competizioni giovanili
- Tornei Dante Berretti: 2

Serie D - 1974-1975, Serie C - 1982-1983
- Campionato Nazionale Under-17 Dilettanti: 4

1988-1989, 2002-2003, 2005-2006, 2012-2013
- Campionato Giovanissimi Dilettanti: 4

1997-1998, 2003-2004, 2011-2012, 2022-2023

### Altri piazzamenti
- Serie C:

Secondo posto: 1945-1946 (girone B), 1946-1947 (girone H), 1947-1948 (girone H)
- Serie D:

Secondo posto: 1980-1981 (girone B)
Terzo posto: 1978-1979 (girone B), 1979-1980 (girone B)
- Campionato Interregionale:

Terzo posto: 1987-1988 (girone C)
- Eccellenza:

Secondo posto: 1991-1992 (girone B)
- Prima Categoria:

Terzo posto: 1960-1961 (girone D), 1962-1963 (girone A), 1964-1965 (girone B), 1967-1968 (girone B, Veneto)
- Coppa Italia Serie D:

Semifinalista: 2007-2008
- Coppa Ottorino Barassi:

Finalista: 1971

## Allenatori e presidenti
| Presidenti - 1919-1924 ? - 1924-? Piero Rinaldi - 1945-1946 Luigi Colognese - 1946-1948 Romano Pagnan - 1948-1949 Nereo Calore - 1949-1950 Favotto Erminio - 1950-1952 Silvio Favero - 1952-1954 Libero Cecchet - 1954-1959 Virginio Gallina - 1959-1972 Umberto Favero - 1972-1973 Franco Marini - 1973-1974 Oreste Sartor - 1974-1987 Tiziano Tessariol - 1987-1988 Gianni Santinon - 1988-1997 Matteo Cecchele - 1997-2006 Gino Montagner - 2006-2010 Maurizio Michielin - 2010-2012 Mauro Rossetto - 2012-2019 Marzio Brombal | Allenatori - 1945-1948 Luigi Busidoni - 1948-1949 Andrea Campana - 1949-1955 Giuseppe Vergani - 1955-1957 Gentile Favero - 1957-1960 Silvio Tremonti - 1960-1965 Bruno Novello - 1965-1966 Giorgio Valentinuzzi - 1966-1967 Mario Pantaleoni - 1967-1969 Roberto De Bortoli - 1969-1970 Francesco Pantaleoni poi Roberto De Bortoli - 1970-1972 Roberto De Bortoli - 1972-1973 Amos Mariani - 1973-1974 Amos Mariani poi Rinaldo Cavasin - 1974-1975 Giovanni Mialich - 1975-1976 Aldo Simoncello - 1976-1977 Francesco Canella - 1977-1979 Gianni Rossi - 1979-1982 Romolo Camuffo - 1982-1985 Maurizio Simonato - 1985-1988 Gianni Rossi - 1988-1989 Giorgio Paraguai - 1989-1990 Francesco Feltrin - 1990-1991 Francesco Feltrin poi Carlo Osellame - 1991-1995 Paolo Marin - 1995-1996 Dino Agostini - 1996-1998 Ennio Pupulin - 1998-1999 Rinaldo Cavasin - 1999-2000 Luca Gotti - 2000-2001 Natalino Trentin poi Rinaldo Mazzonetto - 2001-2003 Enrico Franco - 2003-2004 Umberto Trinca - 2004-2005 Paolo Marin - 2005-2006 Paolo Marin poi Luca Bressan - 2006-2007 Luca Bressan poi Gianfranco Fonti - 2007-2008 Daniele Pasa - 2008-2009 Borgato Gianfranco poi Angelo Colombo - 2009-2010 Enrico Cunico - 2010-2011 Cristiano Masitto - 2011-2012 Alberto Pisani poi Ivanoe Lanzara e Rinaldo Mazzonetto - 2012-2013 Ivanoe Lanzara - 2013-2015 Daniele Pasa - 2015-2017 Gianfranco Fonti - 2017- Matteo Zulian |

## Statistiche
Campionati nazionali
| Livello | Categoria               | Partecipazioni | Debutto   | Ultima stagione | Totale |
| ------- | ----------------------- | -------------- | --------- | --------------- | ------ |
| 3º      | C                       | 4              | 1927-1928 | 1948-1949       | 4      |
| 4º      | C2                      | 7              | 1981-1982 | 1986-1987       | 26     |
| 4º      | Terza Divisione         | 1              | 1926-1927 | 1926-1927       | 26     |
| 4º      | Serie D                 | 18             | 1969-1970 | 2023-2024       | 26     |
| 5º      | D-Interregionale-C.N.D. | 19             | 1978-1979 | 2013-2014       | 19     |

Campionati regionali
| Livello | Categoria                 | Partecipazioni | Debutto   | Ultima stagione | Totale |
| ------- | ------------------------- | -------------- | --------- | --------------- | ------ |
| 3º      | Terza Divisione Regionale | 2              | 1924-1925 | 1925-1926       | 2      |
| 4º      | Prima Divisione Regionale | 1              | 1942-1943 | 1942-1943       | 1      |
| 5º      | Prima Divisione Regionale | 3              | 1949-1950 | 1951-1952       | 3      |
| 5º      | Prima Categoria           | 10             | 1959-1960 | 1968-1969       | 10     |
| 5º      | Eccellenza                | 6              | 1991-1992 | 2003-2004       | 6      |
| 5º      | Camp.Naz.Dilettanti       | 2              | 1957-1958 | 1958-1959       | 2      |
| 6º      | Prima Divisione Regionale | 2              | 1955-1956 | 1957-1958       | 2      |
| 6º      | Promozione                | 8              | 1952-1953 | 2001-2002       | 8      |
| 7º      | Prima Categoria           | 1              | 2000-2001 | 2000-2001       | 1      |